# Pour l'âme de Raphaël
Pour plus de détails, voir Fiche technique et Distribution.
Pour l'âme de Raphaël (For the Soul of Rafael) est un film dramatique muet américain de 1920 réalisé par Harry Garson et mettant en vedette Clara Kimball Young, Bertram Grassby et Eugenie Besserer.

## Distribution
- Clara Kimball Young : Marta Raquel Estevan
- Bertram Grassby : Rafael Artega
- Eugenie Besserer : Dona Luisa
- Juan de la Cruz : El Capitan
- J. Frank Glendon : Keith Bryton
- Ruth King :	Ana Mendez
- Helene Sullivan : Angela Bryton
- Paula Merritt :	Polonia
- Maude Emory : Teresa
- Edward Kimball : Ricardo